# 1606 en santé et médecine
| Années de la santé et de la médecine : 1603 - 1604 - 1605 - 1606 - 1607 - 1608 - 1609    |
| Décennies de la santé et de la médecine : 1570 - 1580 - 1590 - 1600 - 1610 - 1620 - 1630 |

Cet article présente les faits marquants de l'année 1606 en santé et médecine.

## Événements
- Les apothicaires de Londres sont incorporés à la compagnie des épiciers (Grocers' Company (en)), dont ils se sépareront dès 1617 pour fonder leur propre société (Society of Apothicaries (en)[1]).

## Publications
- Jakob Zwinger fait paraître son Principiorum chymicorum examen[2].
- Publication posthume du De reliquis animalibus exanguibus d'Ulisse Aldrovandi[3].

## Naissances
- 16 mai (bapt.) : John Bulwer (mort en 1656), médecin et philosophe anglais[4].
- Jacques Barrelier (mort en 1673), dominicain, médecin et botaniste français[5],[6].

## Décès
- 8 novembre : Girolamo Mercuriale (né en 1530), médecin et philologue italien[7],[8].
- 19 novembre : Henri de Monantheuil (né en 1536), mathématicien et médecin français[9].
- Jacques d'Amboise (né en 1559), « chirurgien juré au Châtelet comme son père, puis chirurgien d'Henri III », et enfin, ayant pris ses grades à la Faculté,  médecin d'Henri IV[10], mais n'ayant sans doute pas été nommé lecteur royal, contrairement à ce qu'on a pu penser[11].
- 1606 ou 1610 : Antonio Minutoli (it) (né en 1531), médecin italien[12].